# 사와라구
사와라구(일본어: 早良区)는 일본 후쿠오카현 후쿠오카시를 구성하는 7개의 행정구 중 하나이다. 1972년 4월 1일에 후쿠오카시가 정령지정도시가 되었을 때는 니시구였지만 1987년 니시구, 사와라구, 조난구로 분할되면서 발족했다.

## 지리
북쪽은 하카타만에 접하고 남쪽은 세후리 산지로 사가현과 접하고 있어 남북으로 길고 후쿠오카시의 구 중에서 가장 넓은 면적을 가진다. 북부의 모모치 지역에는 니시진·후지사키·시사이드 모모치 등이 있어 서쪽의 부도심을 형성하고 있다. 또 지하철, 버스, 도시 고속도로와 같은 모든 교통 수단이 발달해 있어 매우 편리하다. 상업 시설이나 공공 시설, 오피스 빌딩, 고층 맨션 등이 많다. 중부의 하라 지역은 1960년대부터 1970년대에 걸쳐 개발된 주택지로 단지나 독립주택이 많이 늘어서 있다. 남부의 이루베, 우쓰노, 와키야마 지역은 후쿠오카시가 정령지정도시로 지정된 후인 1975년에 구 사가라정을 편입해 후쿠오카시에 편입된 지역으로 장소에 따라서는 택지화의 조짐도 있지만 시가화 조정 구역도 많아 전체적으로는 농촌의 분위기를 현저하게 남기고 있다. 한층 더 남쪽은 세후리 산지에 포함되는 미개발된 산간부로 시기에 따라서는 반딧불도 볼 수 있는 자연이 풍부한 지역이다.
하천은 주오구와의 경계로 히이강, 니시구와의 경계로 무로미강이 흐르고 있고 구내에는 그 지류인 나나쿠마강, 가나쿠즈강, 아부라야마강, 시오이리강 등이 있다.

### 인접한 자치체
- 후쿠오카현
  - 후쿠오카시 주오구·조난구·미나미구·니시구
  - 이토시마시
  - 지쿠시군 나카가와정

- 사가현
  - 사가시
  - 간자키시
  - 간자키군 요시노가리정

## 역사
당초에는 니시구의 일부였지만 1982년 5월 10일에 기존의 니시구를 분구해 성립하였다. 구역은 모두 원래의 사와라군의 일부로 1918년부터 1975년까지 차례차례 후쿠오카시에 편입되어 왔다. 사와라구의 구명은 이 사와라군에서 유래한 것이다.

## 교육
- 세이난 가쿠인 대학

## 교통

### 철도
- 후쿠오카시 교통국(후쿠오카시 지하철)
  - 공항선
  - 나나쿠마선

### 도로
- 국도 202호선
- 국도 263호선